# サッカー中華人民共和国代表
サッカー中華人民共和国代表（サッカーちゅうかじんみんきょうわこくだいひょう）は、中国サッカー協会（CFA）によって構成される、中華人民共和国のサッカーのナショナルチームである。
アジアサッカー連盟（AFC）および東アジアサッカー連盟（EAFF）に所属。ホームスタジアムは首都・北京にある北京工人体育場。

## 概要
FIFAワールドカップ本大会への出場は2002年日韓大会の1度である。AFCアジアカップにおいては2度の準優勝を果たしており、EAFF E-1サッカー選手権（旧・東アジアカップ）では、2度の優勝歴がある。
|      | 順位  | アジア内順位 | 発表日        |
| ---- | ----- | ------------ | ------------- |
| 現在 | 94位  | 14位         | 2025年7月10日 |
| 最高 | 48位  | 8位          | 2004年9月1日  |
| 最低 | 109位 | 13位         | 2013年3月14日 |

現行の算出方式に変更された1999年1月以降の順位。

## 歴史

### 黎明期
1913年に創設された極東選手権の第1回大会に参加し、フィリピン戦で初の国際試合を経験した。なお、極東選手権競技大会では10大会中9大会で優勝を果たした。FIFAワールドカップには1958年スウェーデン大会で初めて予選に参加したが、インドネシアに敗北。その後政治的混乱などの理由で1978年アルゼンチン大会まで不参加であり、1982年スペイン大会から再び予選に参加した。
1982年大会のアジア・オセアニア予選では、1次予選で日本や北朝鮮を下した。最終予選でニュージーランドと勝ち点・得失点差で同率2位となり、プレーオフで同国と対戦したものの1-2で敗れた。
1986年メキシコ大会のアジア予選ではホームの最終戦で香港に敗れ、1次予選で敗退した。1984年にはアジアカップに初出場で準優勝、世界王者・アルゼンチンに勝利するなど期待されていたが、格下に対するまさかの敗戦で、サポーターによる暴動が発生した（519事件）。
1990年イタリア大会のアジア予選では、最終予選に進出したものの、カタール戦とアラブ首長国連邦戦で共に1-0から残り数分で逆転負けするなど4位に終わり予選敗退。1994年アメリカ大会のアジア予選では1次予選グループA2位で予選敗退。1998年フランス大会のアジア予選でも最終予選に進出したが、グループA3位で予選敗退。このように、ワールドカップ出場権を逃す状況が続いた。

### 初のW杯出場
2000年にレバノンで開催されたAFCアジアカップ2000では歴代最高タイとなる4位となった。2002年W杯日韓大会のアジア予選では、開催国として日本と韓国が予選を免除され、当面のライバルは中東に絞られることになった。アジア最終予選のグループ分けではサウジアラビア、イラン、イラクなどが全てグループAへと回り、中国はUAE、ウズベキスタン、オマーン、カタールなどと同じグループBとなった。そしてボラ・ミルティノビッチに率いられた中国代表は、アジア最終予選グループBを6勝1分1敗のトップで通過し、初の本大会出場権を獲得した。本大会では1次リーグ・グループCに入り、ブラジル、コスタリカ、トルコと対戦したが、3戦無得点で全敗しグループ最下位で敗退となった。
その後、自国開催となったAFCアジアカップ2004で準優勝した。しかし、2006年ドイツW杯のアジア予選では1次予選でクウェートに総得点でわずかに及ばず敗退となった。予選敗退後は2008年の北京オリンピックに照準を合わせ世代交代を進め、2005年の東アジア選手権では優勝した。

### 2010年代
2010年南アフリカW杯・アジア予選は、3次予選でオーストラリア、イラク、カタールと同じ組となった結果、最下位で姿を消した。厳しい組み合わせだった点もさることながら、途中から監督ペトロヴィッチの上に、2008年北京五輪を目指すU-23代表のドゥイコビッチが総監督として就任。自国開催の北京五輪を重視するために、フル代表が年代別代表に管掌するという前代未聞の体制となった。指揮系統も混乱し、成績不振でペトロヴィッチは解任。ドゥイコビッチも結局北京五輪前に解任され、北京五輪も1分2敗で1勝もできず敗退した。
韓国に対しては恐韓症とも称される程苦手意識を持っていたが、2010年の東アジア選手権で初対戦から32年、28試合目にして3-0で初勝利した。
AFCアジアカップカタール2011では初戦でクウェートを2-0で下す好スタートを切るも、1勝1分1敗ながらグループ3位で2大会連続の1次リーグ敗退という結果に終わった。2014年ブラジルW杯・アジア予選も3次予選グループA3位で敗退した。2015年アジアカップ豪州大会は予選で苦しめられ、各組3位の最上位での出場権獲得と間一髪だった。本大会ではグループリーグを3戦全勝し3大会ぶりにベスト8に進出したが、準々決勝でオーストラリアに0-2で敗れた。
EAFF E-1サッカー選手権2017では初戦で恐韓症とも称される韓国と対戦。前半9分に韋世豪のゴールで先制するも、直後に逆転を許したことが響き、76分にユー・ダーバオのゴールで追いつくも2-2で引き分け。第2戦の日本戦はスコアレスで粘りを見せていたが、試合終盤に2点を奪われるなどして1-2で惜敗した。最終戦の北朝鮮戦も28分に先制するも、試合終盤の81分にセットプレーから失点して1-1で引き分けとなり、未勝利で大会を終えることとなった。
2018年ロシアW杯・アジア予選では、本大会に出場した2002年大会以来4大会ぶりに最終予選まで進出した。グループA5位で予選敗退となったものの、第6節で韓国をホームで1-0で破った。なお、中国は最終予選は4節終了時点で勝ち点1しかない状況だったが、2006年ドイツ大会でイタリアを優勝に導いたマルチェロ・リッピが監督に就任してから残りの6試合は、前述の韓国撃破など3勝2分1敗と好調だった。この躍進もあり、2017年10月に発表されたFIFAランキングでは、1993年の開始以来初めて韓国を上回った（中国57位、韓国62位）。
EAFF E-1サッカー選手権2019では初戦の日本戦は29分、70分に失点を喫し、90分にドン・シュエシェンのゴールで1点を返すも同点に追いつくことはできず1-2で惜敗した。第2戦の韓国戦も13分にキム・ミンジェにゴールを決められてそのまま0-1で敗れ、最終戦の香港戦で2点を奪ってようやく初勝利を手にして大会を終えた。

### 2020年代
2022年カタールW杯・アジア予選では最終予選に進出。初の国外出身選手であるブラジル出身のエウケソン（艾克森）、アラン（阿兰）、アロイージオ（洛国富）、イギリス出身のブラウニング（蒋光太）、イェナリス（李可）、香港出身の戴偉浚らが招集され話題となったが、中国のゼロコロナ政策の影響でホームゲーム開催ができなかった（カタール・ドーハで開催）こともあり、全10試合でわずか1勝に留まり予選敗退となった。
2021年12月28日、中国国家体育総局はサッカー代表選手に対し、タトゥーの除去を勧告と新たに入れることを禁止する通達を出した。また、既にタトゥーを入れている選手に対し、「特殊な状況」下で行われる練習や試合中はタトゥーを隠すよう指示した。2021年時点でブラジルなどから帰化選手も増えており、その対応の一環である。
中国がCOVID-19対策を理由として開催を返上、日本開催となったEAFF E-1サッカー選手権2022では、主にU22代表を派遣。1勝1分け1敗となり3大会連続でのグループ3位という結果に終わった。
本来は2023年6～7月に中国で開催予定も、COVID-19対策を理由に開催を返上、2024年1～2月にカタールで開催されたAFCアジアカップ2023においてはグループステージで3試合0得点、2分け1敗の3位、他グループとの比較で3位チームの6チーム中4位以内に入れず、グループステージで敗退した。大会後、監督ヤンコヴィッチは退任。後任にブランコ・イバンコビッチが就任した。
2026年北中米W杯・アジア予選では2次予選から苦戦し、タイと勝ち点・得失点差で並び、直接対決の成績で上回っての最終予選（3次予選）進出と間一髪であった。最終予選も極めて低調で、第9節のアウェイ・インドネシア戦に敗れて2勝7敗となり、予選敗退が確定した。この予選でブラジル出身のセルジーニョが帰化し、中国代表デビューを果たしている。予選終了後、監督のブランコ・イバンコビッチは解任された。
EAFF E-1サッカー選手権2025では初戦で韓国に0-3、2戦目で日本に0-2で敗れ優勝の可能性が消滅。最終戦の香港戦は前半に黄政宇が挙げた得点で1-0で勝利、4大会連続の3位に終わった。

## 成績

### FIFAワールドカップ
| 開催年 | 結果               | 試合     | 勝利     | 引分     | 敗戦     | 得点     | 失点     |
| ------ | ------------------ | -------- | -------- | -------- | -------- | -------- | -------- |
| 1930年 | 不参加             | 不参加   | 不参加   | 不参加   | 不参加   | 不参加   | 不参加   |
| 1934年 | 不参加             | 不参加   | 不参加   | 不参加   | 不参加   | 不参加   | 不参加   |
| 1938年 | 不参加             | 不参加   | 不参加   | 不参加   | 不参加   | 不参加   | 不参加   |
| 1950年 | 不参加             | 不参加   | 不参加   | 不参加   | 不参加   | 不参加   | 不参加   |
| 1954年 | 不参加             | 不参加   | 不参加   | 不参加   | 不参加   | 不参加   | 不参加   |
| 1958年 | 予選敗退           | 予選敗退 | 予選敗退 | 予選敗退 | 予選敗退 | 予選敗退 | 予選敗退 |
| 1962年 | 不参加             | 不参加   | 不参加   | 不参加   | 不参加   | 不参加   | 不参加   |
| 1966年 | 不参加             | 不参加   | 不参加   | 不参加   | 不参加   | 不参加   | 不参加   |
| 1970年 | 不参加             | 不参加   | 不参加   | 不参加   | 不参加   | 不参加   | 不参加   |
| 1974年 | 不参加             | 不参加   | 不参加   | 不参加   | 不参加   | 不参加   | 不参加   |
| 1978年 | 不参加             | 不参加   | 不参加   | 不参加   | 不参加   | 不参加   | 不参加   |
| 1982年 | 予選敗退           | 予選敗退 | 予選敗退 | 予選敗退 | 予選敗退 | 予選敗退 | 予選敗退 |
| 1986年 | 予選敗退           | 予選敗退 | 予選敗退 | 予選敗退 | 予選敗退 | 予選敗退 | 予選敗退 |
| 1990年 | 予選敗退           | 予選敗退 | 予選敗退 | 予選敗退 | 予選敗退 | 予選敗退 | 予選敗退 |
| 1994年 | 予選敗退           | 予選敗退 | 予選敗退 | 予選敗退 | 予選敗退 | 予選敗退 | 予選敗退 |
| 1998年 | 予選敗退           | 予選敗退 | 予選敗退 | 予選敗退 | 予選敗退 | 予選敗退 | 予選敗退 |
| 2002年 | グループリーグ敗退 | 3        | 0        | 0        | 3        | 0        | 9        |
| 2006年 | 予選敗退           | 予選敗退 | 予選敗退 | 予選敗退 | 予選敗退 | 予選敗退 | 予選敗退 |
| 2010年 | 予選敗退           | 予選敗退 | 予選敗退 | 予選敗退 | 予選敗退 | 予選敗退 | 予選敗退 |
| 2014年 | 予選敗退           | 予選敗退 | 予選敗退 | 予選敗退 | 予選敗退 | 予選敗退 | 予選敗退 |
| 2018年 | 予選敗退           | 予選敗退 | 予選敗退 | 予選敗退 | 予選敗退 | 予選敗退 | 予選敗退 |
| 2022年 | 予選敗退           | 予選敗退 | 予選敗退 | 予選敗退 | 予選敗退 | 予選敗退 | 予選敗退 |
| 2026年 | 予選敗退           | 予選敗退 | 予選敗退 | 予選敗退 | 予選敗退 | 予選敗退 | 予選敗退 |
| 合計   | 1/22               | 3        | 0        | 0        | 3        | 0        | 9        |

### AFCアジアカップ
| 開催年 | 結果                 | 試合   | 勝利   | 引分   | 敗戦   | 得点   | 失点   |
| ------ | -------------------- | ------ | ------ | ------ | ------ | ------ | ------ |
| 1956年 | 不参加               | 不参加 | 不参加 | 不参加 | 不参加 | 不参加 | 不参加 |
| 1960年 | 不参加               | 不参加 | 不参加 | 不参加 | 不参加 | 不参加 | 不参加 |
| 1964年 | 不参加               | 不参加 | 不参加 | 不参加 | 不参加 | 不参加 | 不参加 |
| 1968年 | 不参加               | 不参加 | 不参加 | 不参加 | 不参加 | 不参加 | 不参加 |
| 1972年 | 不参加               | 不参加 | 不参加 | 不参加 | 不参加 | 不参加 | 不参加 |
| 1976年 | 3位                  | 4      | 1      | 1      | 2      | 2      | 4      |
| 1980年 | グループリーグ敗退   | 4      | 1      | 1      | 2      | 9      | 5      |
| 1984年 | 準優勝               | 6      | 4      | 0      | 2      | 11     | 4      |
| 1988年 | 4位                  | 6      | 2      | 2      | 2      | 7      | 5      |
| 1992年 | 3位                  | 5      | 1      | 3      | 1      | 6      | 6      |
| 1996年 | ベスト8              | 4      | 1      | 0      | 3      | 6      | 7      |
| 2000年 | 4位                  | 6      | 2      | 2      | 2      | 11     | 7      |
| 2004年 | 準優勝               | 6      | 3      | 2      | 1      | 13     | 6      |
| 2007年 | グループリーグ敗退   | 3      | 1      | 1      | 1      | 7      | 6      |
| 2011年 | グループリーグ敗退   | 3      | 1      | 1      | 1      | 4      | 4      |
| 2015年 | ベスト8              | 4      | 3      | 0      | 1      | 5      | 4      |
| 2019年 | ベスト8              | 5      | 3      | 0      | 2      | 7      | 7      |
| 2023年 | グループステージ敗退 | 3      | 0      | 2      | 1      | 0      | 1      |
| 合計   | 13/18                | 59     | 23     | 15     | 21     | 88     | 66     |

### AFCソリダリティーカップ
- 2016年 - 不参加

### 極東選手権競技大会
| 開催年 | 結果   | 試合 | 勝利 | 引分 | 敗戦 | 得点 | 失点 |
| ------ | ------ | ---- | ---- | ---- | ---- | ---- | ---- |
| 1913年 | 準優勝 | 2    | 1    | 0    | 1    | 2    | 2    |
| 1915年 | 優勝   | 3    | 1    | 2    | 0    | 2    | 1    |
| 1917年 | 優勝   | 2    | 2    | 0    | 0    | 8    | 0    |
| 1919年 | 優勝   | 3    | 2    | 0    | 1    | 5    | 3    |
| 1921年 | 優勝   | 2    | 2    | 0    | 0    | 5    | 1    |
| 1923年 | 優勝   | 2    | 2    | 0    | 0    | 8    | 1    |
| 1925年 | 優勝   | 2    | 2    | 0    | 0    | 7    | 1    |
| 1927年 | 優勝   | 2    | 2    | 0    | 0    | 8    | 2    |
| 1930年 | 優勝   | 2    | 1    | 1    | 0    | 8    | 3    |
| 1934年 | 優勝   | 3    | 3    | 0    | 0    | 7    | 3    |
| 合計   | 10/10  | 23   | 18   | 3    | 2    | 60   | 17   |

### アジア競技大会
| 開催年 | 結果               | 試合   | 勝利   | 引分   | 敗戦   | 得点   | 失点   |
| ------ | ------------------ | ------ | ------ | ------ | ------ | ------ | ------ |
| 1951年 | 不参加             | 不参加 | 不参加 | 不参加 | 不参加 | 不参加 | 不参加 |
| 1954年 | 不参加             | 不参加 | 不参加 | 不参加 | 不参加 | 不参加 | 不参加 |
| 1958年 | 不参加             | 不参加 | 不参加 | 不参加 | 不参加 | 不参加 | 不参加 |
| 1962年 | 不参加             | 不参加 | 不参加 | 不参加 | 不参加 | 不参加 | 不参加 |
| 1966年 | 不参加             | 不参加 | 不参加 | 不参加 | 不参加 | 不参加 | 不参加 |
| 1970年 | 不参加             | 不参加 | 不参加 | 不参加 | 不参加 | 不参加 | 不参加 |
| 1974年 | グループリーグ敗退 | 3      | 1      | 0      | 2      | 7      | 4      |
| 1978年 | 3位                | 7      | 5      | 0      | 2      | 16     | 5      |
| 1982年 | ベスト8            | 4      | 2      | 1      | 1      | 4      | 3      |
| 1986年 | ベスト8            | 4      | 2      | 1      | 1      | 10     | 7      |
| 1990年 | ベスト8            | 4      | 2      | 0      | 2      | 8      | 4      |
| 1994年 | 準優勝             | 7      | 5      | 1      | 1      | 16     | 8      |
| 1998年 | 3位                | 8      | 6      | 0      | 2      | 24     | 7      |
| 合計   | 7/13               | 49     | 31     | 4      | 14     | 107    | 50     |

### EAFF E-1サッカー選手権
| 開催年 | 結果   | 試合 | 勝利 | 引分 | 敗戦 | 得点 | 失点 |
| ------ | ------ | ---- | ---- | ---- | ---- | ---- | ---- |
| 2003年 | 3位    | 3    | 1    | 0    | 2    | 3    | 4    |
| 2005年 | 優勝   | 3    | 1    | 2    | 0    | 5    | 3    |
| 2008年 | 3位    | 3    | 1    | 0    | 2    | 5    | 5    |
| 2010年 | 優勝   | 3    | 2    | 1    | 0    | 5    | 0    |
| 2013年 | 準優勝 | 3    | 1    | 2    | 0    | 7    | 6    |
| 2015年 | 準優勝 | 3    | 1    | 1    | 1    | 3    | 3    |
| 2017年 | 3位    | 3    | 0    | 2    | 1    | 4    | 5    |
| 2019年 | 3位    | 3    | 1    | 0    | 2    | 3    | 3    |
| 2022年 | 3位    | 3    | 1    | 1    | 1    | 1    | 3    |
| 2025年 | 3位    | 3    | 1    | 0    | 2    | 1    | 5    |
| 合計   | 10/10  | 30   | 10   | 9    | 11   | 37   | 37   |

## 歴代監督
- 戚務生（英語版）（1994年 - 1997年）
- ボブ・ホートン（1997年 - 1999年）
- ボラ・ミルティノビッチ（2000年 - 2002年）
- アリー・ハーン（2002年 - 2004年）
- 朱広滬（2005年 - 2007年）
- ヴラディミル・ペトロヴィッチ（2007年 - 2008年）
- 高洪波（2009年 - 2011年）
- ホセ・アントニオ・カマーチョ（2011年 - 2013年）
- アラン・ペラン（2014年 - 2016年）
- 高洪波（2016年）
- マルチェロ・リッピ（2016年 - 2019年）
- ファビオ・カンナヴァーロ（2019年）
- マルチェロ・リッピ（2019年）
- 李鉄（2019年 - 2021年）
- 李霄鵬（2021年 - 2022年）
- アレクサンダル・ヤンコヴィッチ（2023年 - 2024年）
- ブランコ・イバンコビッチ（2024年 - 2025年）

## 歴代選手

### W杯の大会メンバー
- FIFAワールドカップ
  - 2002 FIFAワールドカップ参加チーム

### 主な代表選手
| - GK - 区楚良（1992年 - 2002年） - 江津（1997年 - 2002年） - 曾誠（2009年 - ） - 董蘅毅（2012年 - ） - 王大雷（2012年 - ） - 顔駿凌（2015年 - ） | - DF - 賈秀全（1982年 - 1992年） - 朱波（1983年 - 1993年） - 馬明宇（1984年 - 1989年） - 范志毅（1992年 - 2002年） - 張恩華（1995年 - 2002年） - 呉承瑛（1996年 - 2002年） - 孫継海（1996年 - 2008年） - 李瑋峰（1999年 - 2011年） - 徐雲龍（2000年 - 2008年） - 杜威（2001年 - 2016年） - 孫祥（2002年 - 2013年） - 張琳芃（2009年 - ） - 栄昊（2009年 - ） - 李昂（2014年 - ） - 王シン超（2017年 - ） - 李磊（2019年 - ） - 朱辰傑（2019年 - ） - 蒋光太（ティアス・ブラウニング、2020年 - ） |

| - MF - 李明（1992年 - 2004年） - 李鉄（1995年 - 2007年） - 馬明宇（1996年 - 2002年） - 肇俊哲（1998年 - 2008年） - 邵佳一（2000年 - 2010年） - 鄭智（2002年 - ） - 周海濱（2003年 - 2011年） - 趙旭日（2003年 - ） - 蒿俊閔（2005年 - ） - 于海（2009年 - ） - 于大宝（2010年 - ） - 呉曦（2011年 - ） - 張稀哲（2011年 - ） - 李可（ニコ・イェナリス、2019年 - ） | - FW - 柳海光（1983年 - 1990年） - 馬林（1984年 - 1990年） - 黎兵（1992年 - 2001年） - 郝海東（1992年 - 2004年） - 宿茂臻（1994年 - 2002年） - 李金羽（1997年 - 2008年） - 曲波（2001年 - 2013年） - 郜林（2005年 - ） - 楊旭（2009年 - ） - 于漢超（2009年 - ） - 武磊（2010年 - ） - 張玉寧（2016年 - ） - 艾克森（エウケソン、2019年 - ） - 阿兰（アラン、2021年 - ） - 费南多（フェルナンジーニョ、2021年 - ） |

## 歴代記録

### 出場数ランキング
2024年3月17日現在
| 順位 | 名前   | 出場 | 得点 | 期間            |
| ---- | ------ | ---- | ---- | --------------- |
| 1    | 李瑋峰 | 112  | 14   | 1998年 – 2011年 |
| 2    | 郜林   | 109  | 22   | 2005年 - 2019年 |
| 3    | 鄭智   | 108  | 15   | 2002年 - 2019年 |
| 4    | 郝海東 | 106  | 39   | 1992年 – 2004年 |
| 4    | 范志毅 | 106  | 17   | 1992年 – 2002年 |
| 6    | 張琳芃 | 104  | 6    | 2009年 -        |
| 7    | 武磊   | 94   | 32   | 2010年 –        |
| 8    | 李鉄   | 92   | 6    | 1997年 – 2010年 |
| 9    | 蒿俊閔 | 90   | 12   | 2005年 - 2022年 |
| 10   | 趙旭日 | 87   | 2    | 2003年 - 2019年 |

### 得点数ランキング
2024年3月17日現在
| 順位 | 名前   | 得点 | 出場 | 期間            |
| ---- | ------ | ---- | ---- | --------------- |
| 1    | 郝海東 | 39   | 106  | 1992年 – 2004年 |
| 2    | 武磊   | 32   | 94   | 2010年 –        |
| 3    | 楊旭   | 28   | 54   | 2009年 – 2023年 |
| 4    | 宿茂臻 | 27   | 53   | 1994年 – 2002年 |
| 5    | 李金羽 | 24   | 70   | 1997年 – 2008年 |
| 6    | 郜林   | 22   | 109  | 2005年 – 2019年 |
| 7    | 馬林   | 21   | 45   | 1985年 – 1990年 |
| 8    | 柳海光 | 20   | 57   | 1983年 – 1990年 |
| 8    | 黎兵   | 20   | 65   | 1992年 – 2001年 |
| 10   | 趙達裕 | 19   | 29   | 1982年 – 1986年 |
| 10   | 于大宝 | 19   | 65   | 2010年 –        |